# نيد لامونت
نيد لامونت (بالإنجليزية: Ned Lamont)‏ هو شخصية أعمال وبروفيسور وسياسي أمريكي، ولد في 3 يناير 1954 بواشنطن العاصمة في الولايات المتحدة. حزبياً، نشط في الحزب الديمقراطي. وقد انتخب حاكم كونيتيكت ‏ (9 يناير 2019 – ).

## وصلات خارجية
- نيد لامونت على موقع IMDb (الإنجليزية)
- نيد لامونت على موقع ميتاكريتيك (الإنجليزية)
- نيد لامونت على موقع الموسوعة البريطانية (الإنجليزية)
- نيد لامونت على موقع روتن توميتوز (الإنجليزية)
- نيد لامونت على موقع رولينغ ستون (الإنجليزية)

- الموقع الرسمي